# Mnich (Kardašova Řečice)
Mnich (německy Michles, München (1367)) je vesnice, část města Kardašova Řečice v okrese Jindřichův Hradec v Jihočeském kraji. Nachází se asi 3,5 kilometru jihovýchodně od Kardašovy Řečice. Mnich leží v katastrálním území Mnich u Kardašovy Řečice o rozloze 5,42 km².

## Historie
První písemná zmínka o vesnici pochází z roku 1350.

## Obyvatelstvo
| Rok            | 1869 | 1880 | 1890 | 1900 | 1910 | 1921 | 1930 | 1950 | 1961 | 1970 | 1980 | 1991 | 2001 | 2011 | 2021 |
| -------------- | ---- | ---- | ---- | ---- | ---- | ---- | ---- | ---- | ---- | ---- | ---- | ---- | ---- | ---- | ---- |
| Počet obyvatel | 268  | 256  | 276  | 253  | 252  | 244  | 212  | 169  | 149  | 135  | 137  | 101  | 88   | 91   | 86   |
| Počet domů     | 41   | 41   | 39   | 41   | 41   | 43   | 49   | 54   | 43   | 41   | 40   | 43   | 47   | 53   | 52   |

## Obecní správa
Při sčítání lidu v letech 1850–1963 Mnich byl samostatnou obcí, se kterým patřil nejprve do okresu Třeboň, ale od roku 1950 v okrese Jindřichův Hradec. Od roku 1964 je částí města Kardašova Řečice v okrese Jindřichův Hradec. V letech 1850–1920 k obci patřila Plasná.

## Osobnosti
V domě čp. 24 se narodili bratři:
- Václav Nedoma (1836–1917), novinář
- Jan Nedoma (1846–1916), středoškolský profesor, historik